# Костюк Анатолій Антонович
Кост (Костюк) Анатолій Антонович (7 жовтня 1960, Володимир-Волинський)  — український художник. 

## З життєпису
Вчився у дитячій художній студії при районному будинку культури. З 1976 по 1981 навчався в Ковельському художньому училищі, де вивчав декоративно прикладне мистецтво за фахом художня різьба по дереву. У 1985 — закінчив відділення станкового живопису і графіки Московського Народного університету мистецтв.
З 1987 року почав свій творчий шлях. Рання творчість Коста характеризується реалістичною манерою[джерело?]. З 1990 році почав експериментувати і згодом прийшов до абстракціонізму[джерело?].
Творчість майстра нагадує мистецтво українських художників-авангардистів 10-30 років двадцятого століття, таких як Н. Генке-Меллер, В. Єрмілова, Е. Лисицького, А. Родченко[джерело?].
Твори автора представлялись на виставках в Україні, Японії, Канаді та Польщі. Твори художника знаходяться в Національному художньому музеї України, Луцькій картинній галереї, а також у приватних колекціях в Україні, Росії, Польщі, Угорщини, Франції, Німеччині, Великої Британії, Канади, США, Туреччині.
Кост А. є автором гербів — м. Володимира, Володимирського району і м. Устилуга[джерело?].

### Основні виставки
- Персональна виставка м. Володимир 1987 Персональна виставка м. Луцьк 1989
- Виставка українських художників галерея «Інко-Арт» м. Токіо Японія 1991
- Персональна виставка м. Володимир «Галерея А» 1994 р.
- Персональна виставка «Галерея мистецтв» м. Луцьк 1995
- Персональна виставка м. Володимир-Волинський «Галерея А» 1997 р.
- Всеукраїнська художня виставка м. Рівне 1998 р.
- Персональна виставка м. Володимир «Галерея А»2001 р.
- Персональна виставка «Галерея 36» м. Київ 2004
- Виставка «Художня палітра Волині», Український фонд культури 2005
- Виставка аукціон галерея «Вернісаж» м. Київ 2009
- Фестиваль галерей, «Український Дім» м. Київ 2009
- Персональна виставка «Галерея мистецтв» м. Луцьк 2010
- Друга міжнародна виставка-ярмарок «fineart Ukraine 2010» м. Київ
- Виставка картин у Люблінському замку-музеї м. Люблін Польща 2010.

### Основні публікації
- «Народна справа» № 31 від 11. 08. 1995 р.,
- «Волинський огляд» № 2 / 2 лист. 2002 р.
- «Магістраль» № 49 (919) від 11. 07. 2004 р.,
- «Провінційна газета» № 39 (449) від 29. 09. 2005 р.,
- «Експрес» № 103 (2954) від 06. 09. 2006 р.,
- журнал «Художники України» № 9 (89) від 01. 03. 2007 р.
- «Календар знаменних і пам'ятних дат Волині» видавництво — Твердиня Луцьк 2010 р.
- «Відомості UA» № 4 (488) від 28. 01. 2010 р.,
- «Експрес» № 9 (5015) від 28. 01. 2010 р.
- «Слово правди» № 7 (9853) від 28.01.2010 р.
- «Волинь» № 17 від 13.02.2010 р.
- «Волинська газета» № 8 (739) від 18.02.2010 р.
- «Віче» № 8 від 25.02.2010 р.
- Каталог другої міжнародної виставки-ярмарку «fineart Ukraine 2010» «Слово правди» № 64 (9910) від 02.09.2010 р.